# Vratislav Šotola
Vratislav Šotola (9. května 1931 Heřmanův Městec, Československo – 12. ledna 2010) byl český sklářský návrhář.

## Život
Vystudoval Vyšší průmyslovou školu sklářskou v Novém Boru a poté pokačoval na Vysoké škole uměleckoprůmyslové v Praze v ateliéru užité malby a skla profesora Josefa Kaplického. Vratislav Šotola postupně pracoval jako návrhář v národním podnice Borské sklo, Ústavu bytové a oděvní kultury a Sklo Union k.p. OBAS.

## Dílo
Šotola se zabýval návrhy broušeného, barevného, barevného vrstveného, tenkostěnného a užitkového lisovaného skla. Jeho výrobky vyráběly firmy Crystalex, Moser, Sklo Union Rosice. Jeho sklo bylo prezentováno na Expu 58 v belgickém Bruselu a Expu 67 v kanadském Montrealu.

### Výstavy
- 2012, Táta, galerie Křehký, Mikulov, Česko[5]
- 2002, Vratislav Šotola: Sklo, Galerie Peron, Praha, Česko[6]
- 1967, Expo 67, Montreal, Kanada[7]
- 1959, Glass, Corning Museum of Glass, Corning, USA[7]
- 1958, Expo 58, Brusel, Belgie[7]